# کنتا ماتسودایرا
کنتا ماتسودایرا (انگلیسی: Kenta Matsudaira؛ زادهٔ ۱۱ آوریل ۱۹۹۱) یک بازیکن تنیس روی میز اهل ژاپن است.
وی در مسابقات کشوری و بین‌المللی در مجموع برنده ۲ مدال نقره، ۸ مدال برنز شده‌است.